# Sirona (Mythologie)

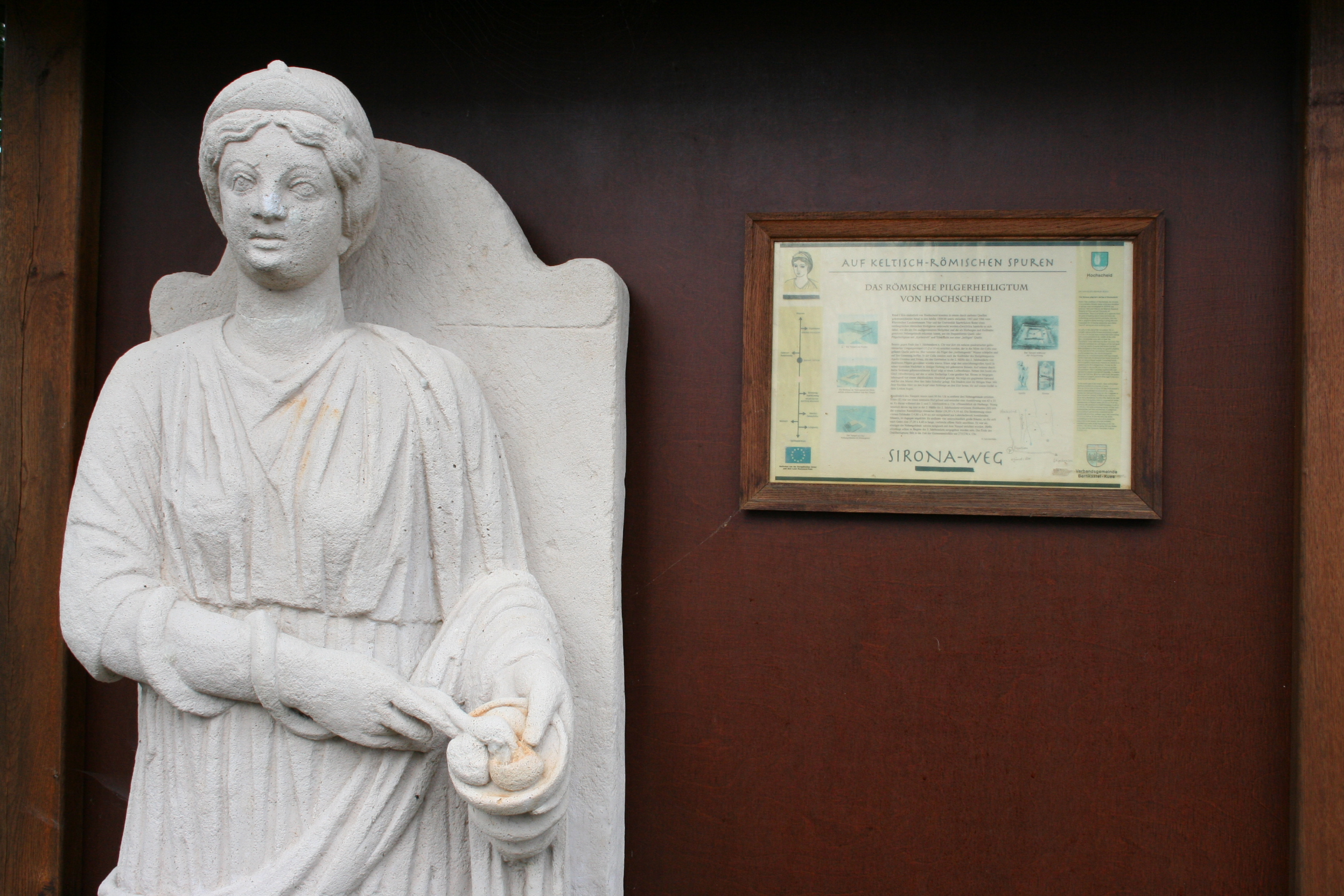
Sirona-Heiligtum in Hochscheid, Informationstafel und Statue der Sirona

Sirona, auch Đirona, war eine keltische Göttin der Heilung. Sie wurde ikonographisch der griechischen Heilgöttin Hygieia gleichgesetzt. Sie ist häufig Kultgenossin des Apollo Grannus.

## Allgemeines

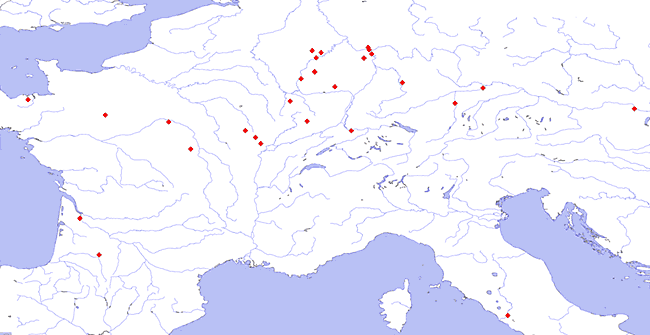
Fundorte von Inschriften der Sirona

Sirona ist ausschließlich aus antiken Weiheinschriften bekannt, eine Mythologie ist nicht überliefert.
Bisher sind neun Weiheinschriften für (Dea) Sirona alleine bekannt. Sie finden sich überwiegend in den Provinzen Gallia Belgica und Germania superior, vereinzelt in den Provinzen Gallia Aquitania und Lugdunensis.
Häufiger jedoch, insgesamt fünfzehn Mal, wird sie in Kombination mit Apollo genannt, der im Zuge der Interpretatio Romana mit dem Heilgott Grannus identifiziert wurde. Diese Inschriften finden sich in der Gallia Belgica und in der Germania superior, in Raetia, Noricum, Pannonia  und Dacia sowie einmal in Rom, nicht jedoch im westlichen Gallien.
Ein Heiligtum des Apollo und der Sirona des 2. Jahrhunderts n. Chr. wurde in Hochscheid (Hunsrück) ausgegraben. Dort fand sich auch die Inschrift „DEO APOLLINI ET SANCTE SIRONE“. Ein weiteres Heiligtum des Apollo und der Sirona ist durch eine 201 n. Chr. datierte Bauinschrift aus Großbottwar belegt. Sirona wurde häufig an Heilquellen verehrt.
Dargestellt wurde sie als junge, mit einer Palla bekleideten Frau, teilweise mit Traube und Ähre als Attribut, teilweise – nach dem Vorbild der Hygieia – mit einer Schlange, die sie in ihren Händen hält.

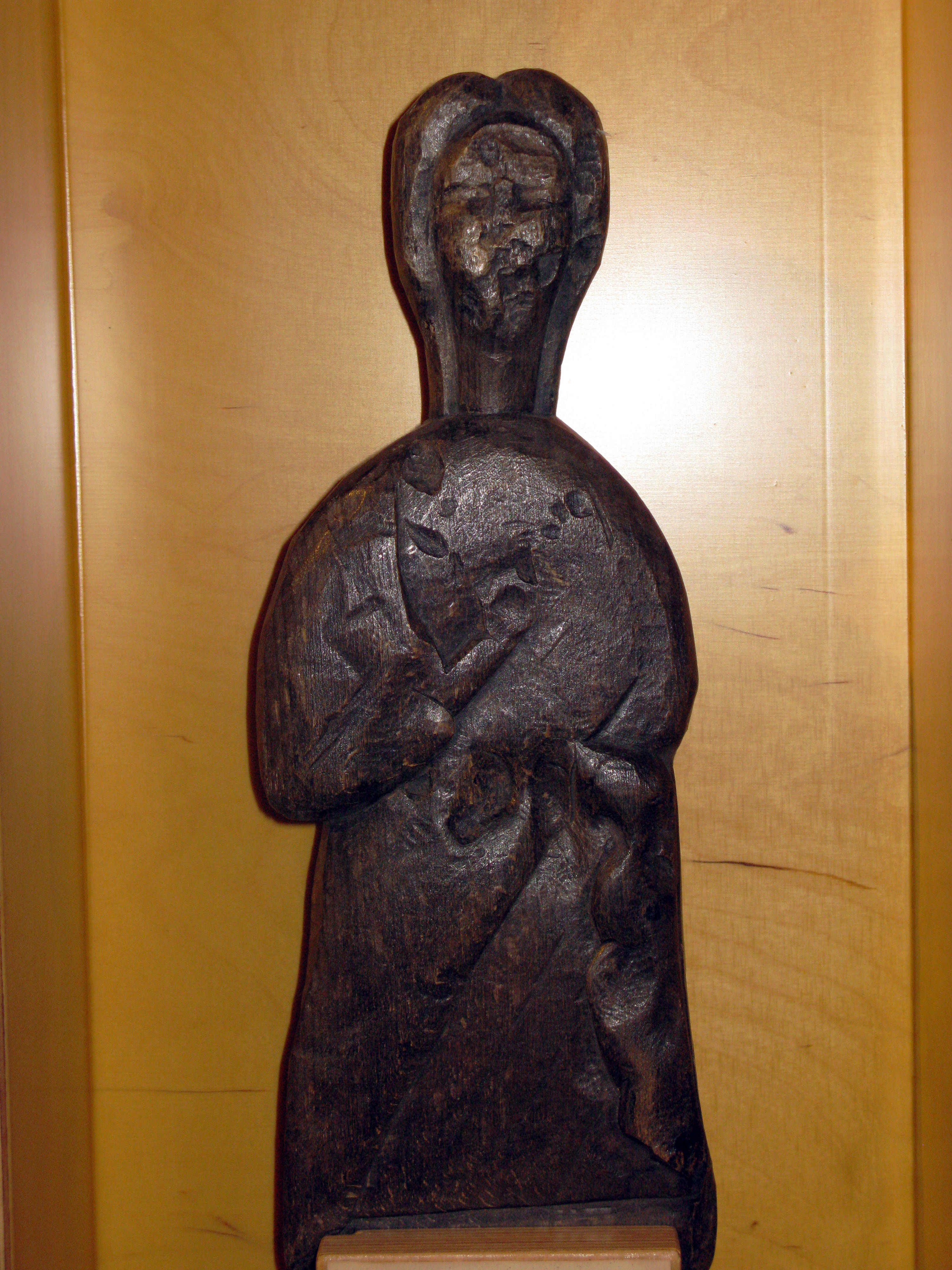
Statuette aus Rotbuchenholz der Heilgöttin Sirona, gefunden in einem Brunnen im wasserreichen Pforzheim mit Schlange in linker Hand ca. 200–260 n. Chr.

## Name
Ihr Name bedeutet „erhabener, großer Stern“ oder „Kalbin, Färse“. Helmut Birkhan präferiert die letztere Übersetzung, da er es, Garrett S. Olmsted folgend, mit der indogermanischen Wortwurzel *ster- („noch nicht geschlechtsreifes Rind“) in Verbindung bringt.

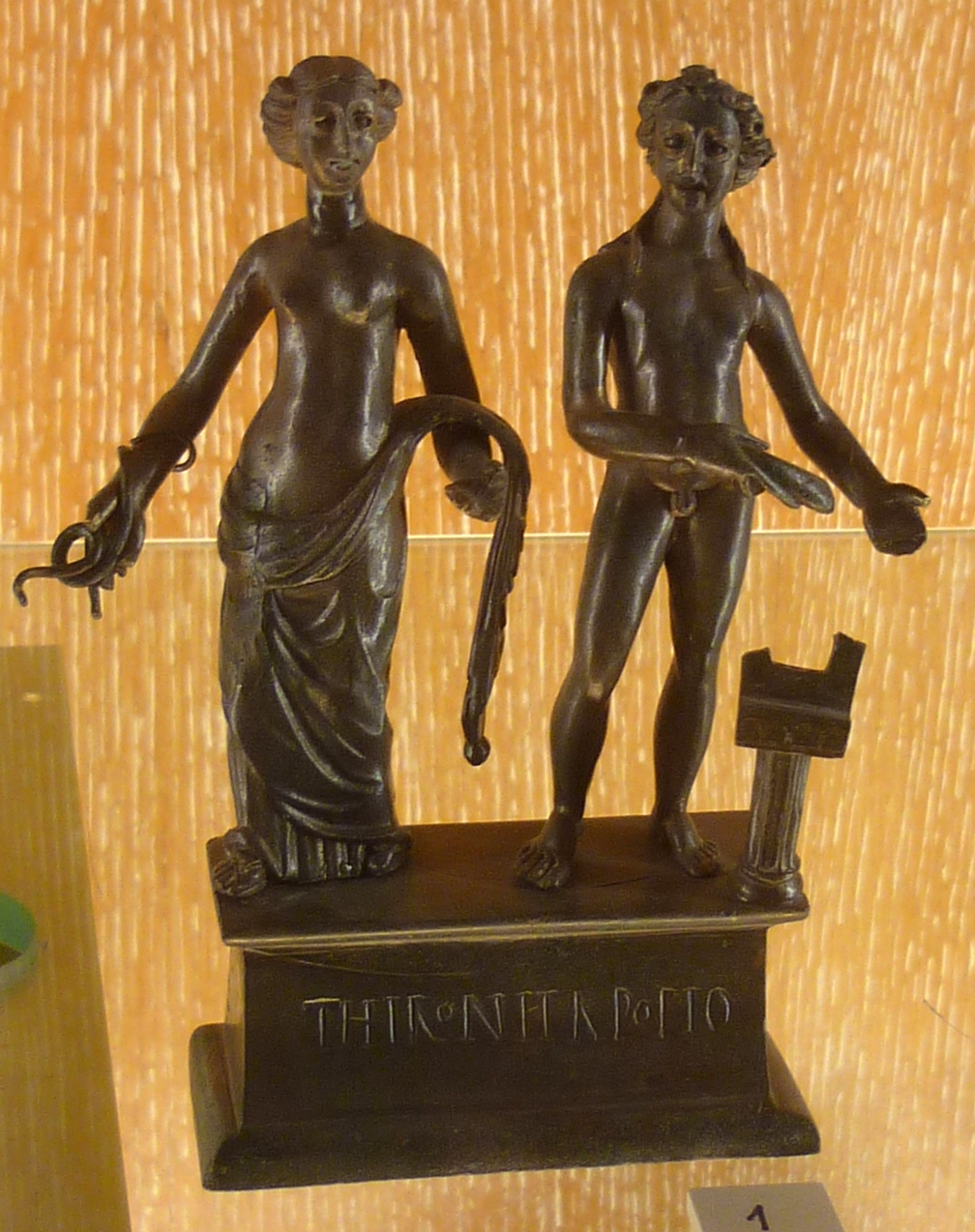
Sirona und Apollon Bronze aus Mâlain

In Inschriften kommen neben Sirona noch andere Schreibweisen vor: Mehrmals Đirona und jeweils einmal Serana und Thirona. Die verschiedenen Schreibweisen des Anfangslautes zeigen die Schwierigkeit, ihn im lateinischen Alphabet wiederzugeben. Das Đ wird Tau Gallicum genannt und ähnlich wie ein scharfes, zischendes ß, ss, z oder ts ausgesprochen, am Wortanfang jedoch auch wie st. Daher wurde die Göttin wohl ungefähr Zirona ausgesprochen.

## Verschmelzung mit Kybele?
In der römischen Stadt Iuvavum (heute Salzburg) wurden offenbar intensiv Asklepios und Hygeia verehrt. Im Umland (heute Bayern) fand sich auch eine Weihung an den Heilgott Apollo Grannus und an die Quellgöttin Sirona. Unter Umständen sind demnach Grannus und Sirona von griechischen Freigelassenen dort mit Asklepios und Hygeia gleichgesetzt worden.
In Salzburg wurden aber neben den Funden Asklepios und Hygeia auch Serapis und Kybele gefunden, so dass auch hier eine Gleichsetzung vermutet werden kann.
Von Kybele gibt es aber im gesamten norischen Gebiet viele Darstellungen, so dass hier unter Umständen an Sirona gedacht werden kann. 

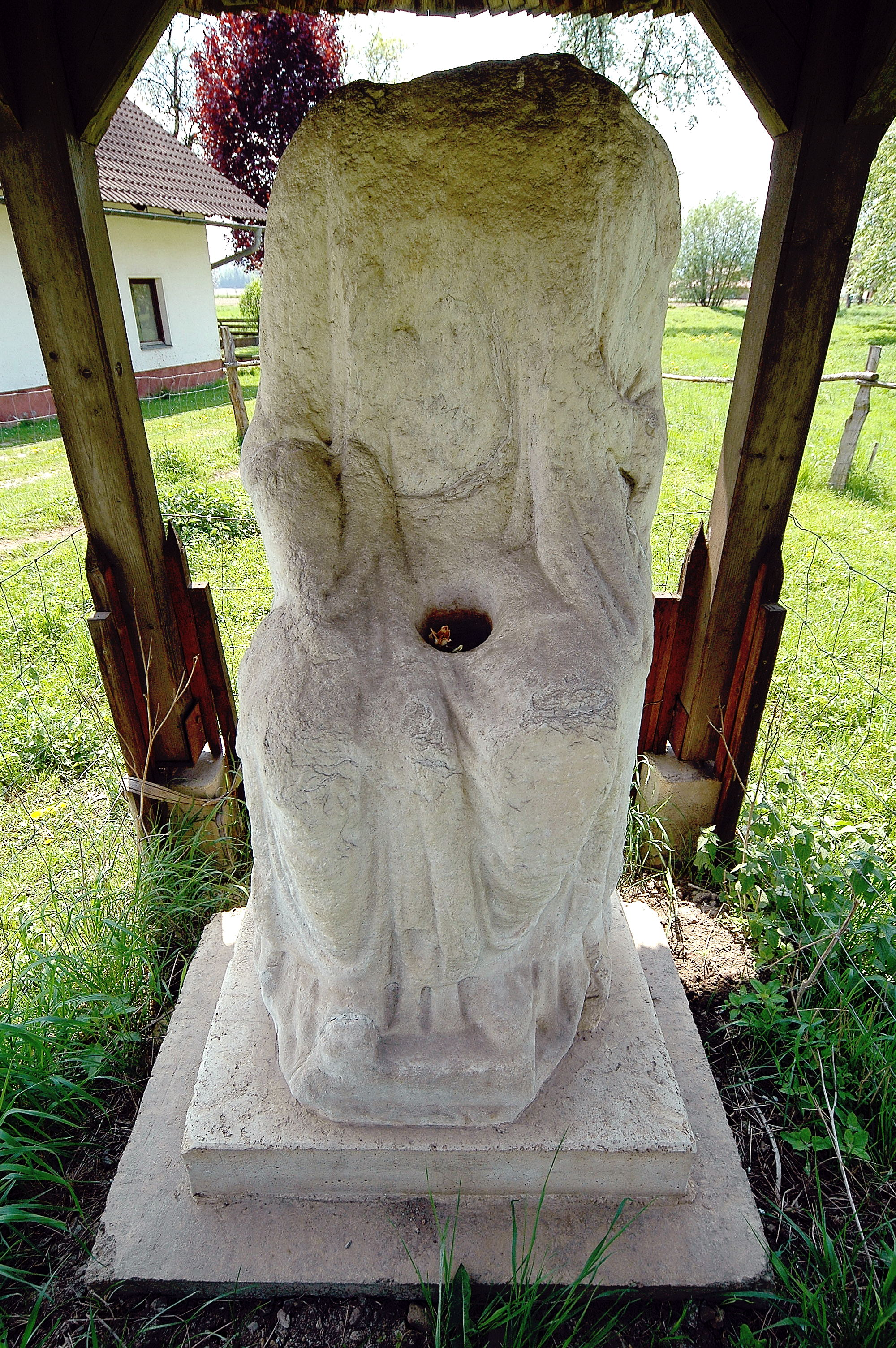
Die „Kuhdirn“ von Wutschein

 Beispielsweise ist hier an die heute kopflose Sitzstatue der sog. „Kuhdirn“ von Wutschein (Gemeinde Magdalensberg, Kärnten) zu denken (der abgetrennte Kopf soll in den Kellerfundamenten des südöstlich gelegenen Bauernhofes eingemauert worden sein).